# Saint-André-le-Puy
Saint-André-le-Puy is een gemeente in het Franse departement Loire (regio Auvergne-Rhône-Alpes). De plaats maakt deel uit van het arrondissement Montbrison. Saint-André-le-Puy telde op 1 januari 2022 1.534 inwoners.

## Geografie
De oppervlakte van Saint-André-le-Puy bedroeg op 1 januari 2022 8,66 vierkante kilometer; de bevolkingsdichtheid was toen 177,1 inwoners per km².

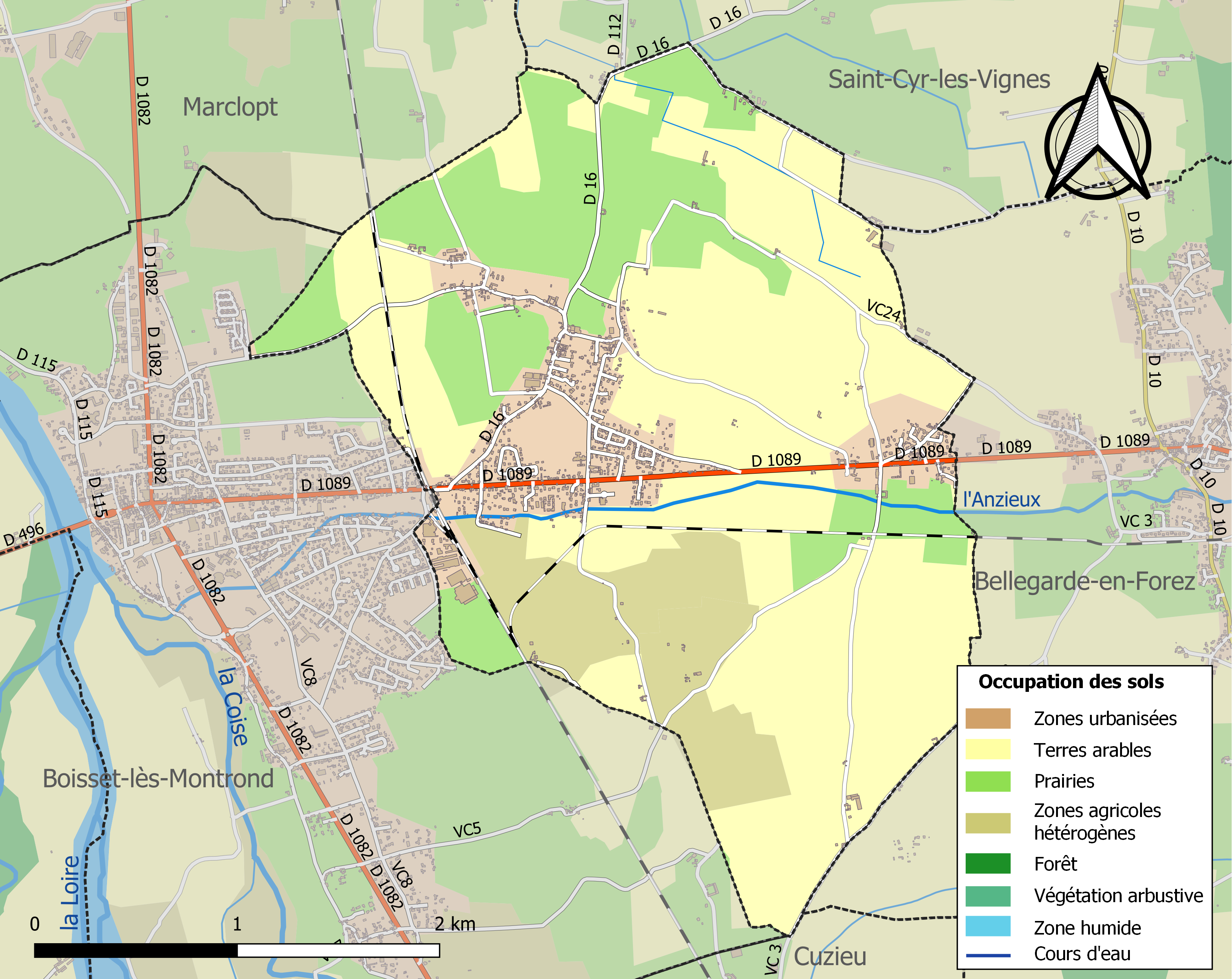
Kaart van de gemeente met de belangrijkste infrastructuur, bodemgebruik en omliggende gemeenten

## Demografie
Onderstaande figuur toont het verloop van het inwonertal (bron: INSEE-tellingen).